# Château de Saint-Martin-de-Pallières
Le château de Saint-Martin-de-Pallières est un monument historique situé dans le haut-Var, sur la commune de Saint-Martin-de-Pallières, dans le département du Var, en région Provence-Alpes-Côte d'Azur.

## Situation
Le château se situe sur la commune de Saint-Martin-de-Pallières est située dans le Haut Var, entre Rians et Barjols, à 20 kilomètres à vol d'oiseau au nord de Saint-Maximin-la-Sainte-Baume, et 20 kilomètres au sud-ouest des gorges du Verdon.

## Site et éléments protégés
L'ensemble comprend le château, ses communs et ses maisons, au sommet d’un mamelon surplombant le village, sur le flanc nord dominant le plateau de Pallières couvert de cultures. Le château possède également un parc classé, une autre branche de la famille possède la citerne du parc également appelée cathédrale souterraine. 
Les façades et toitures du château (du XIIe au XIXe siècle) et des communs, ainsi que le parc avec ses éléments structurés et la citerne en totalité, ont été inscrits sur l'Inventaire supplémentaire des monuments historiques par arrêté du 14 novembre 2003,.
Le «bois» : « Vers l’Est s’étend le somptueux manteau de verdure d’un parc à la française. Planté en 1680 sur le plus hostile des sols. C’est aujourd’hui une admirable chênaie au beau « mitan » de qui une belle allée ombreuse monte doucement vers l’Orient, ouvrant tout au bout de cette somptueuse vôute de verdure une émouvante baie.
Sur le flanc septentrional de la colline, le parc se continue en un dédale d’allées ombreuses où des hêtres élèvent leur claire colonnade dans un sylvestre décor ».

## Histoire
Propriété successive des familles de Vintimille, de Castellane et d’Agout, le château revient en 1604 à Pierre de Laurens, Conseiller au Parlement de Provence, qui obtient l'érection du fief en marquisat par lettres patentes de janvier 1661. En 1774, par mariage d'Adélaïde de Laurens avec Gilles de Boisgelin, le château devient la propriété de la famille de Boisgelin qui la conserve jusqu'à ce jour.
Au Moyen Âge, l'insécurité oblige les habitants à se réfugier sur les hauteurs et fonder le village actuel autour de son château. Le castrum de Saint-Martin est cité pour la première fois en 1055 et en 1204 il est mentionné que le château est un logis quadrangulaire flanqué aux angles de tours rondes, situé sur un promontoire rocheux. En 1227, Boniface de Castelane en fait hommage au Comte de Provence, lequel y possède des droits en 1252.
Au milieu du XVIIe siècle, Pierre de Laurens transforme le château féodal pour en faire sa résidence d'été. D'énormes travaux sont entrepris avec l'extension des bâtiments, le percement de fenêtres, les aménagements intérieurs et extérieurs ; 57 pièces et 80 fenêtres marquent l'aboutissement des travaux. 
Dégradé lors de la période révolutionnaire, l'édifice est restauré et agrandi entre 1862 et 1865 (tour et façades de la partie ouest, aile est du château).
Le corps principal, d'origine médiévale, est un massif carré cantonné de trois tours remontées et crénelées au XIXe siècle. Une quatrième tour similaire, plus tardive, est ajoutée à l'aile est. Un géomètre aixois, Ouvière, trace les plans du parc et conçoit ses aménagements de colonnades et de balustrades.
L’ancienne église est abandonnée au profit de l'église actuelle dédiée à Notre-Dame-de-l'Assomption (XVIIe siècle), monument historique classé.
- Elle contient des objets mobiliers eux aussi classés et comporte 6 autels et retables[13],
- dont un retable[14] en bois doré acquis en 1784 par le Cardinal de Boisgelin, archevêque d’Aix-en-Provence,
- et le tombeau de la famille de Boisgelin[15].

Le château possède également une chapelle privée, décorée d’une copie de sculpture de "l’Assomption de la Vierge", réalisée par Christophe Veyrier, que Pierre de Laurens avait offert à la chapelle seigneuriale de l’église. Ce groupe fut enlevé et remplacé par un montage de cette œuvre ; le groupe authentique fut transporté en 1834 au Musée des Beaux-Arts de Marseille.
Un pigeonnier et surtout le parc et la citerne viennent compléter ces aménagements. Pour ces grands travaux qui exigent l’engagement de maîtres d’œuvre confirmés, il est fait appel à Pierre Puget.

### Le parc  et la protection des paysages
Le parc du château a été aménagé en 1734 avec sa terrasse donnant sur le Verdon, la montagne de Lure, le massif de la Sainte Victoire, le Mont Ventoux… 
L'aménagement d'un parc à la française, aujourd'hui reconnu au titre des « jardins remarquables », protège l'environnement naturel du château, comme les espaces agricoles environnants dès l'origine avec sept fermes.

« Je connais un petit village dans le Var (pourquoi taire son nom? c'est Saint-Martin de Pallières) qui a fait classer une prairie. Parce que cette prairie mettait une belle tache de vert sombre sur une terre où, en effet, ce vert est une bénédiction pour l'œil. Bravo ! Il ne fallait que quelques hommes intelligents ; ou peut-être un seul a suffi, qui a persuadé les autres. »

— Jean Giono, La chasse au bonheur, 1970

### La citerne
Au XVIIIe siècle, pour permettre l'arrosage des jeunes arbres, une citerne voûtée gigantesque est réalisée.
"La Cathédrale souterraine". Avec ses 500 m2 de surface, il s'agissait à une époque de la plus grande citerne d'Europe, construite en 1747 pour répondre aux besoins en eau des jardins du château.
Cet ouvrage a été, lui aussi, inscrit sur l'Inventaire supplémentaire des monuments historiques par arrêté du 14 novembre 2003. 

« À travers cet ouvrage remarquable, c'est tout l'esprit d'une époque qui est retranscrit.
La citerne est en effet l'illustration de la transformation des forteresses, passant de fonction défensive à celle de résidence, adaptée aux temps plus apaisés de l'époque.
Diane et Michel de Boisgelin, propriétaires »

## Galerie

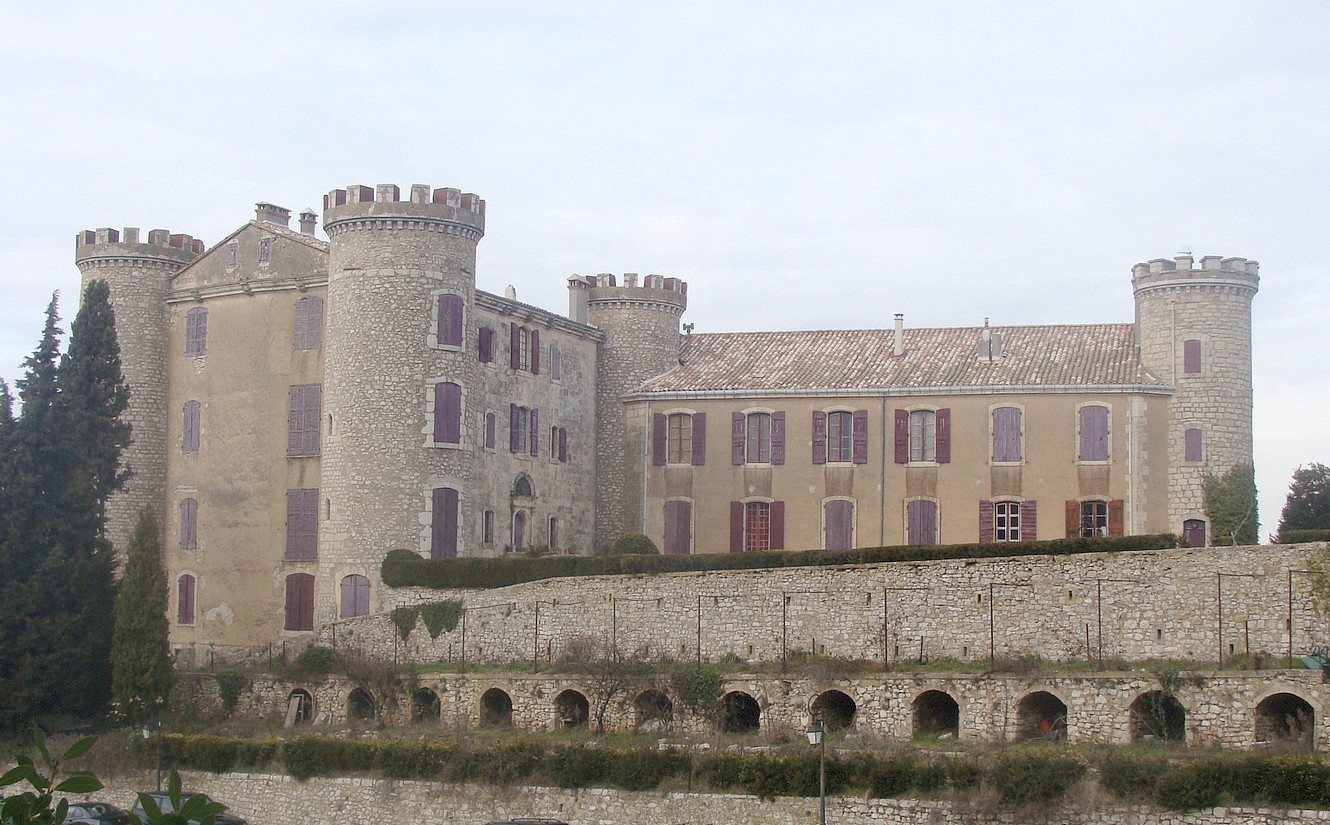
Le château côté parc.
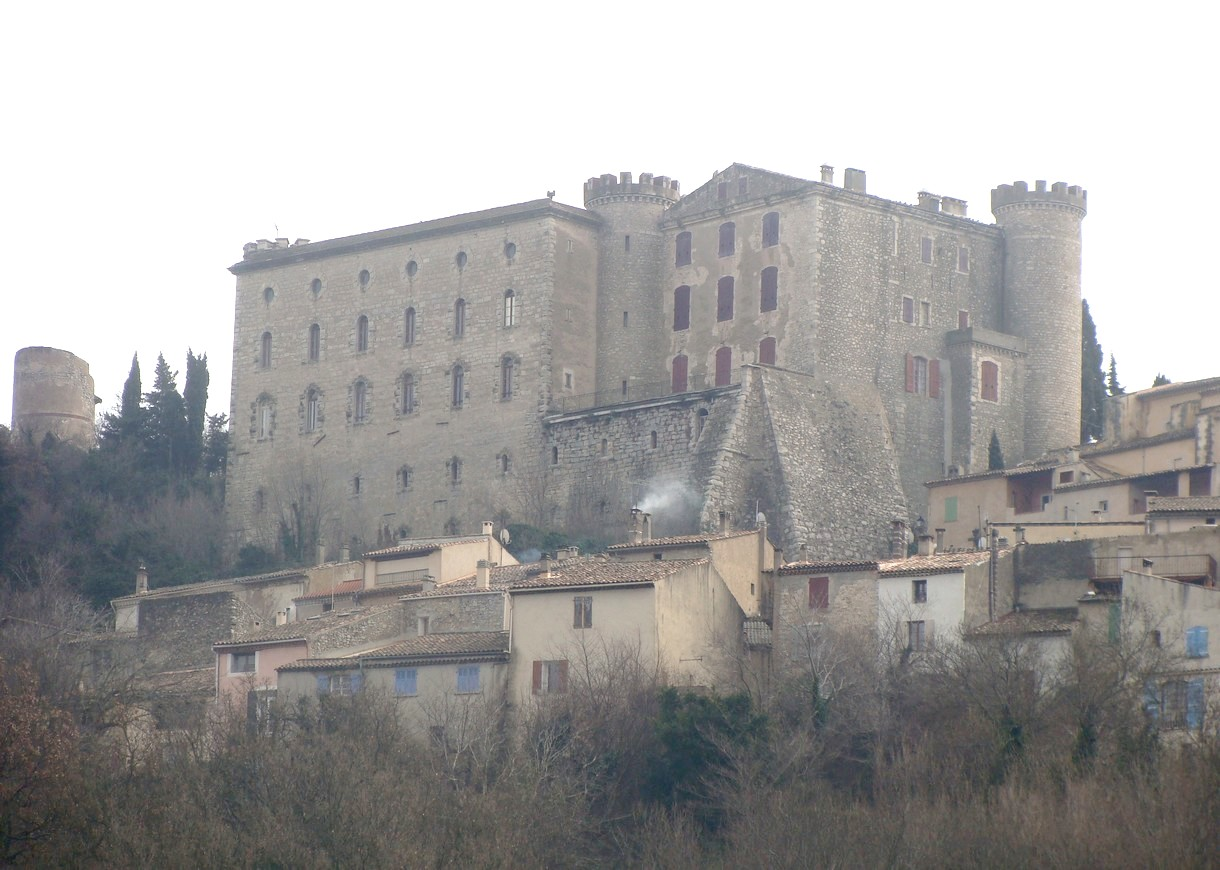
Le château côté village.
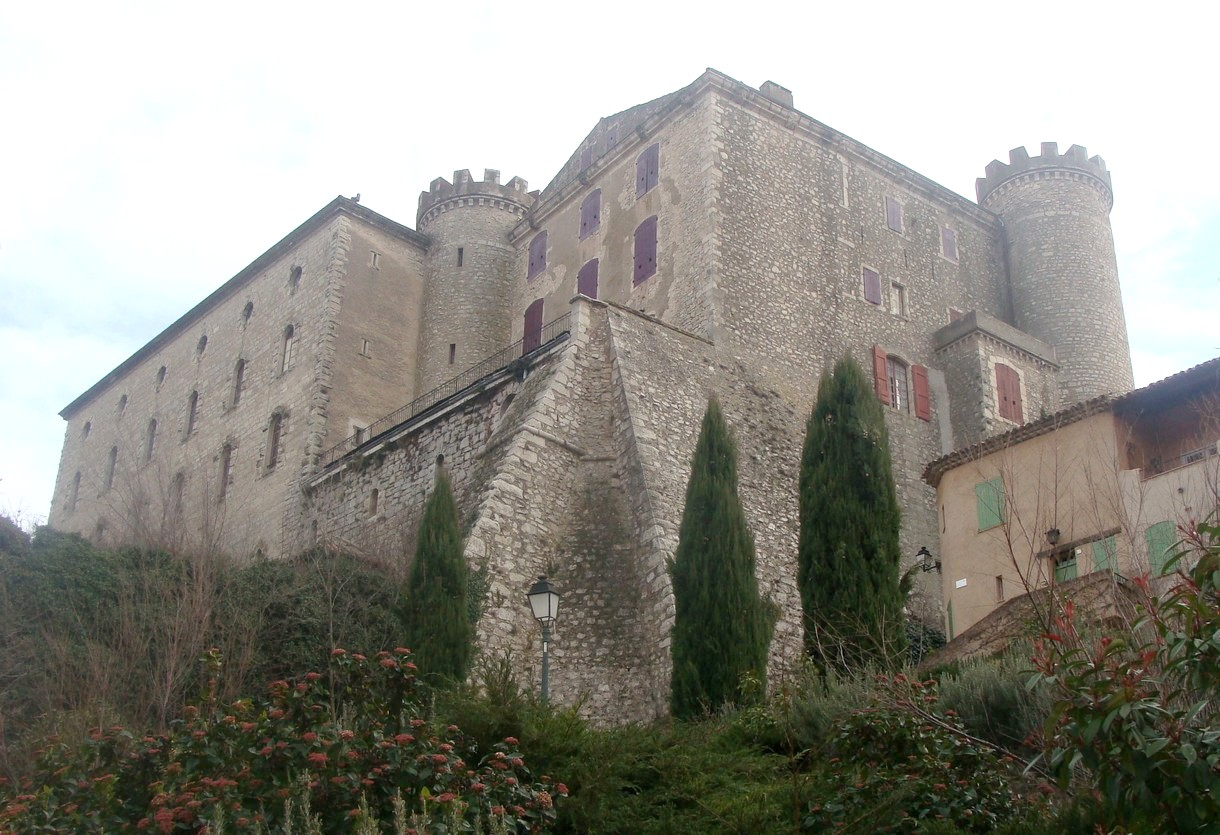
Contreforts nord-ouest et tours.
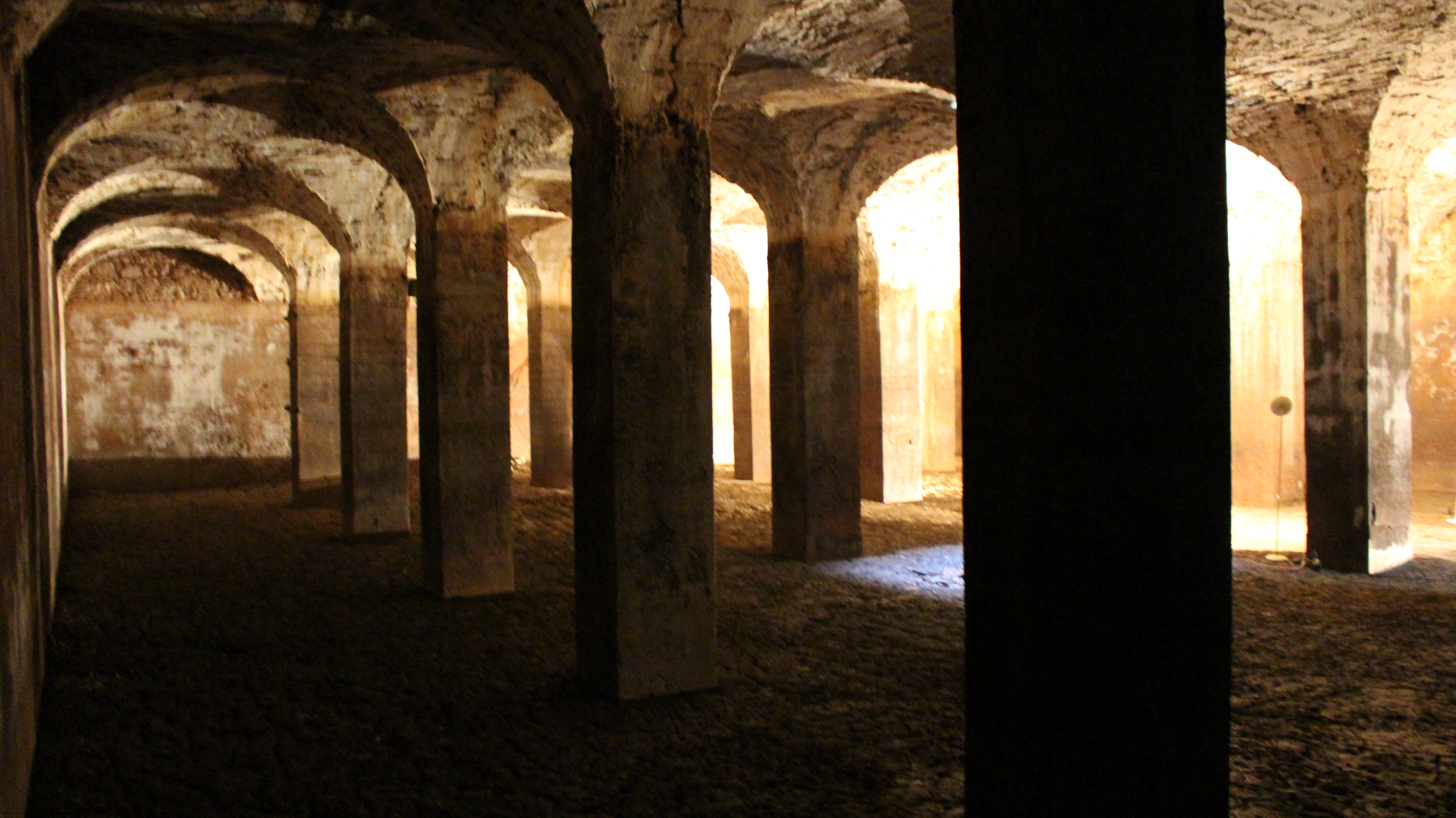
Grande Citerne du Château.

## Lestravaux de conservation-restauration-réutilisation

### La réutilisation: un bon moyen de conservation des édifices
Ces édifices majeurs et leur décor exigent des soins constants de qualité des travaux, dans le respect de l’histoire du monument. Les propriétaires ont ainsi sû donner une seconde vie au château comme cela a été le cas entre autres pour le château de Vins. Le rapport de synthèse de la "1re Loi de programme relative au patrimoine architectural,, initiée par François Léotard alors  ministre de la Culture et de la Communication du gouvernement Jacques Chirac, loi prise dans la foulée de la Loi n° 87-571 du 23 juillet 1987 sur le développement du mécénat, avait d'ailleurs tenu en 1988 à encourager ces initiatives privées.
Conserver les éléments du passé n’empêche pas de répondre aux besoins d’aujourd’hui ! Quand on parle de réutilisation, la priorité revient souvent à l’usage : la conception et le traitement des espaces d’un bâtiment doivent assurer la qualité et le confort de leur destination, ceci en parfaite cohérence avec les fonctions qui s’y exercent, les activités qui s’y déroulent et les services qui y sont dispensés.
Bruno Foucart, président des 13e « Entretiens du patrimoine » qui se sont tenus à Marseille, en novembre 2003, avait insisté sur le fait que « L’utilisation ou la réutilisation des bâtiments que nous considérons comme patrimoniaux s’est imposée comme une exigence à la fois économique, culturelle et sociale. Pour cette raison, la stricte conservation ne peut pas exclure la vie et ses compromis : elle nécessite au contraire la mise au temps présent des monuments historiques ». Les aménagements du château de Vins sont, comme ceux du château d'Entrecasteaux, du château de Moissac-Bellevue, de l'abbaye de La Celle et bien d'autres, des exemples de référence de réutilisation culturelle dans le département du Var, ou encore le château d'Ansouis dans le Vaucluse.

## Accueil, activités culturelles et musicales
Le château et son parc disposent de possibilités d'accueil de tous les publics. Il est composé  de 4 500 m2 de surfaces habitables et 57 pièces.
Un festival de musique classique, "Les Concerts en Voûtes", accueille les mercredis de juillet et août des artistes de grande qualité, dans la Cathédrale Souterraine à l'acoustique remarquable.
L'opération 2023 "La nuit des châteaux", pour sa 4ème édition, s'est également déroulée les 27 et 28 octobre 2023 au château.
Ses voûtes, soutenues par 20 piliers, ont une allure d'architecture gothique d'époque. La citerne a été inscrite sur l'Inventaire supplémentaire des monuments historiques par arrêté du 14 novembre 2003.
Les propriétaires de la citerne, conscients de la valeur architecturale de cet espace les propriétaires ont entrepris, en février 2017, des travaux d'aménagement et de mise en valeur afin de l'ouvrir au public. 